# Pampelonne (plage)
Pour les articles homonymes, voir Pampelonne.
Pampelonne est un lieu-dit de la presqu'île de Saint-Tropez, qui a donné son nom à une plage de 4,5 km de sable du littoral français, du domaine public maritime français, située sur la commune de Ramatuelle, du Territoire Golfe de Saint-Tropez, dans le département du Var en Provence-Alpes-Côte d'Azur.
Limitrophe de la commune de Saint-Tropez, la plage de Pampelonne est un haut-lieu touristique fréquemment (et abusivement) rattachée, notamment dans la presse, aux « plages de Saint-Tropez ».

## Géographie
Longue de 4,5 km, répartie sur 27 ha de sable face à l'anse de Pampelonne, la plage de Pampelonne est délimitée au sud par le cap Camarat et le cap Bonne Terrasse, au nord par le cap Pinet et à l’ouest par le vignoble varois, des prairies, des pinèdes, des campings et des villas de luxe.

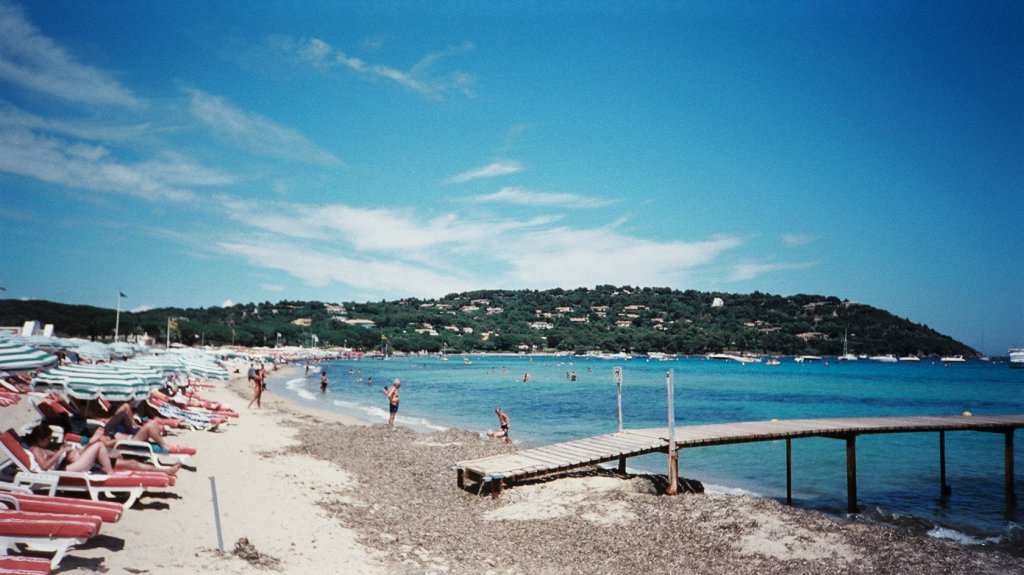
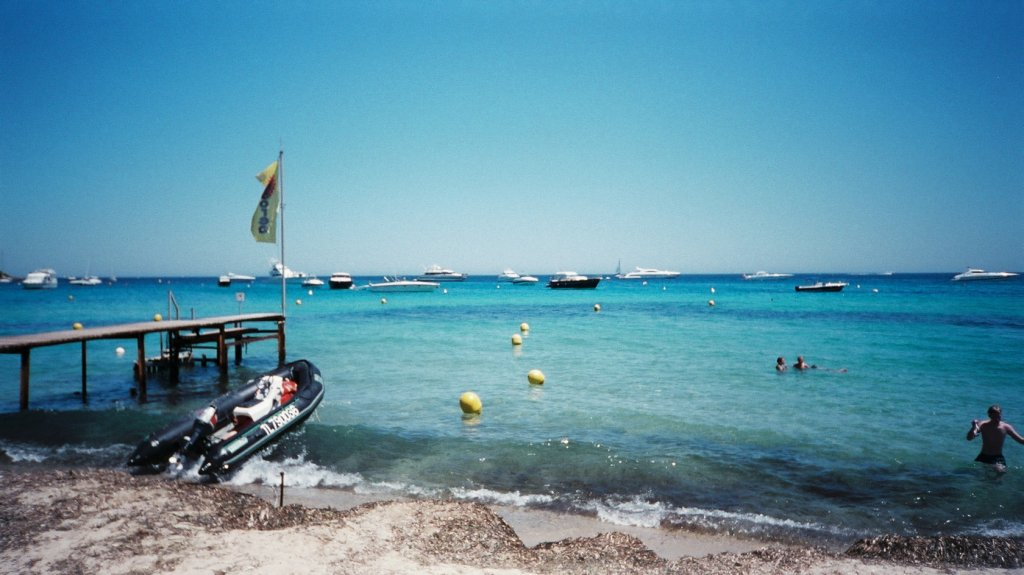
Quelques yachts.
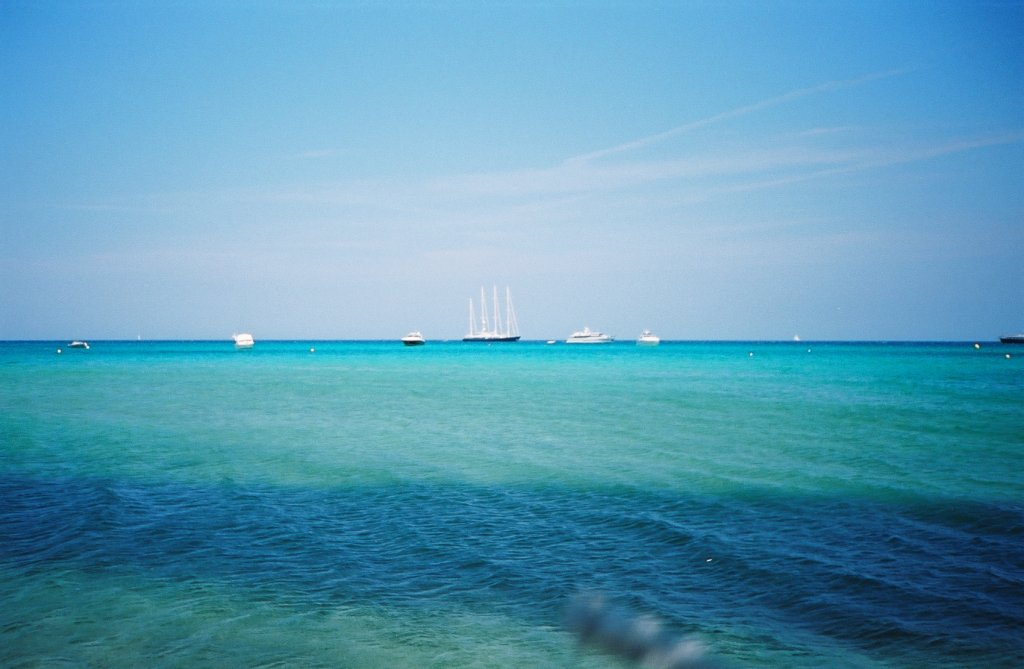
Le Phocéa amarré au large.

## Historique
La carte de Cassini indiquait déjà la plage de « Pampalaune » ainsi que de nombreux ouvrages du XIXe siècle,, la dénommant également « Pampelanne »,,, ou « Pampelune ».
Cette plage est une des nombreuses plages du débarquement en Provence en août 1944. Une piste pour en sortir est alors creusée par l'armée américaine, empruntée par la suite par les riverains.

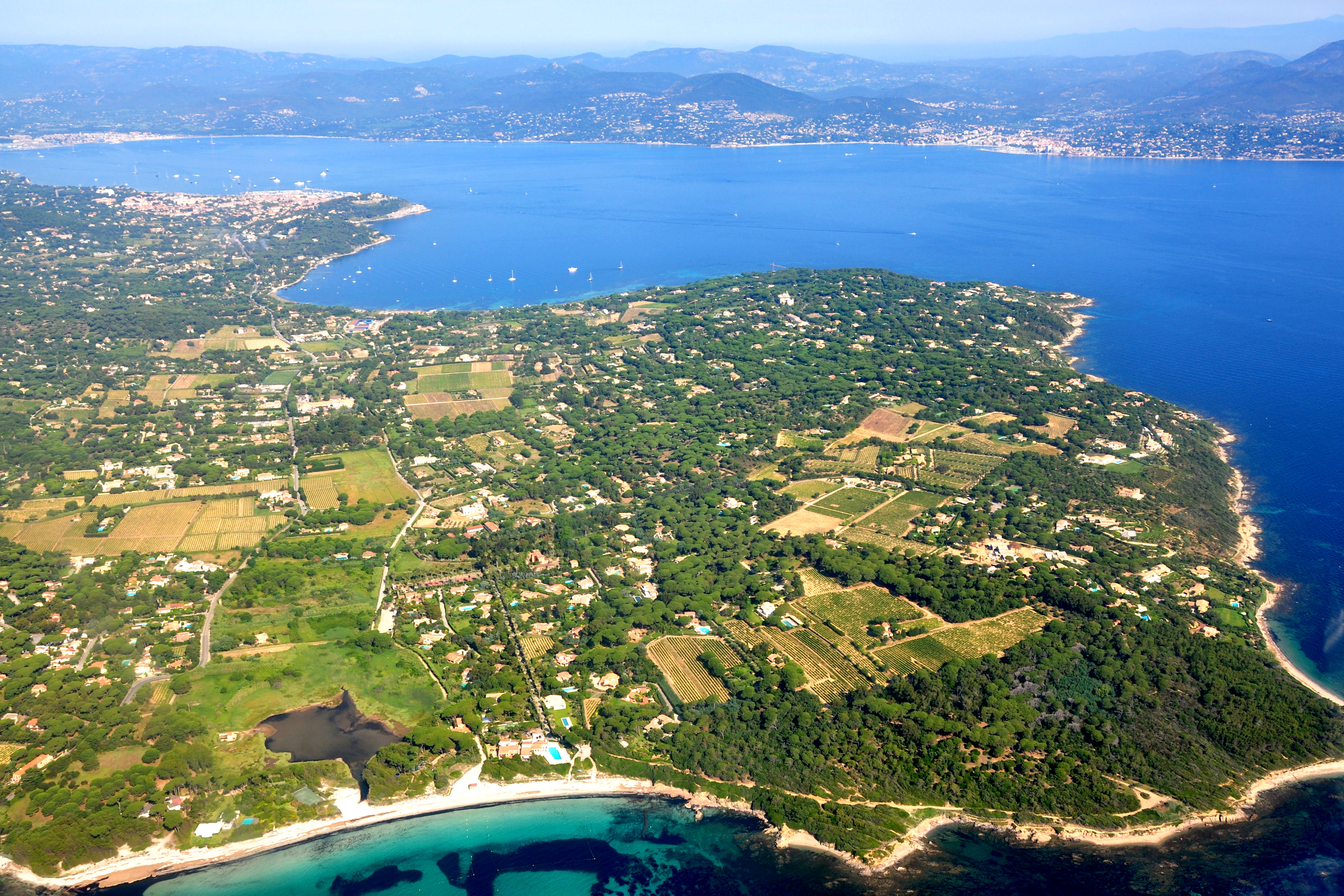
Presqu'île de Saint-Tropez et plage des Salins (en bas).
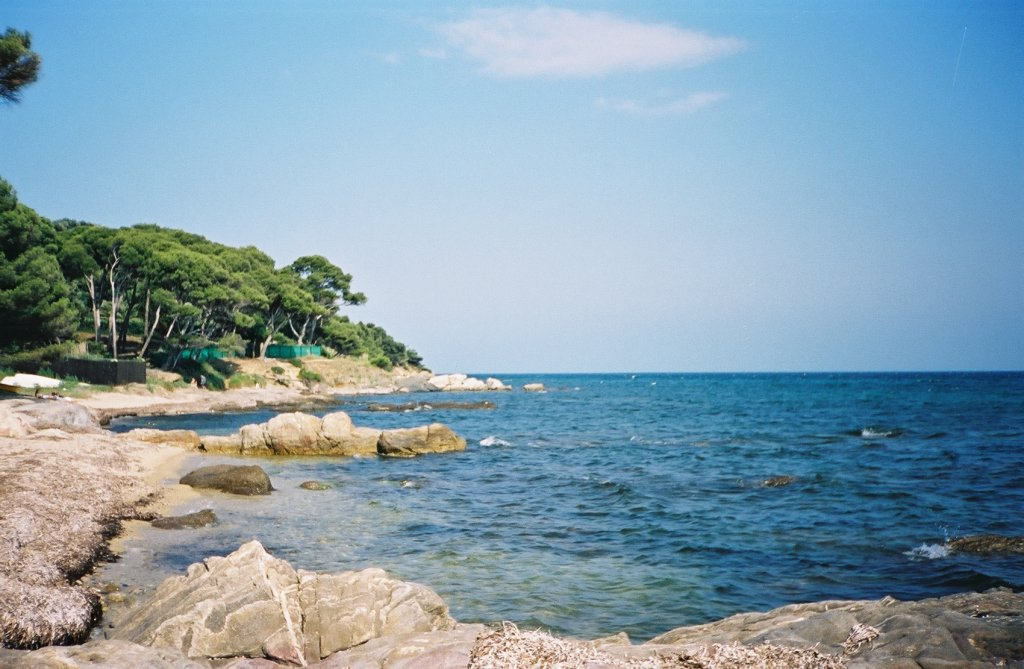
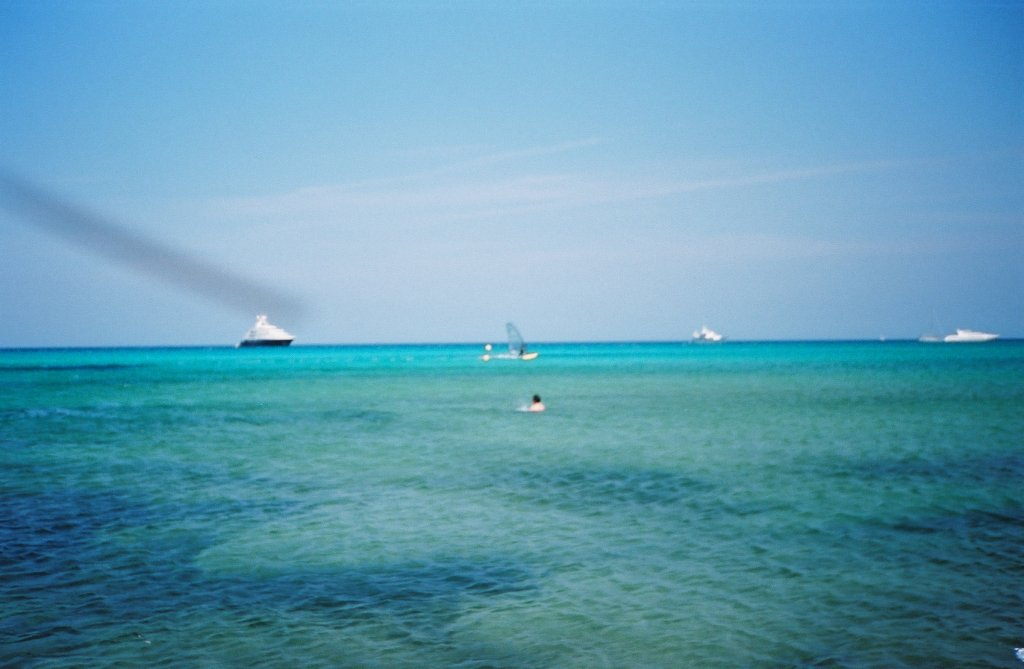
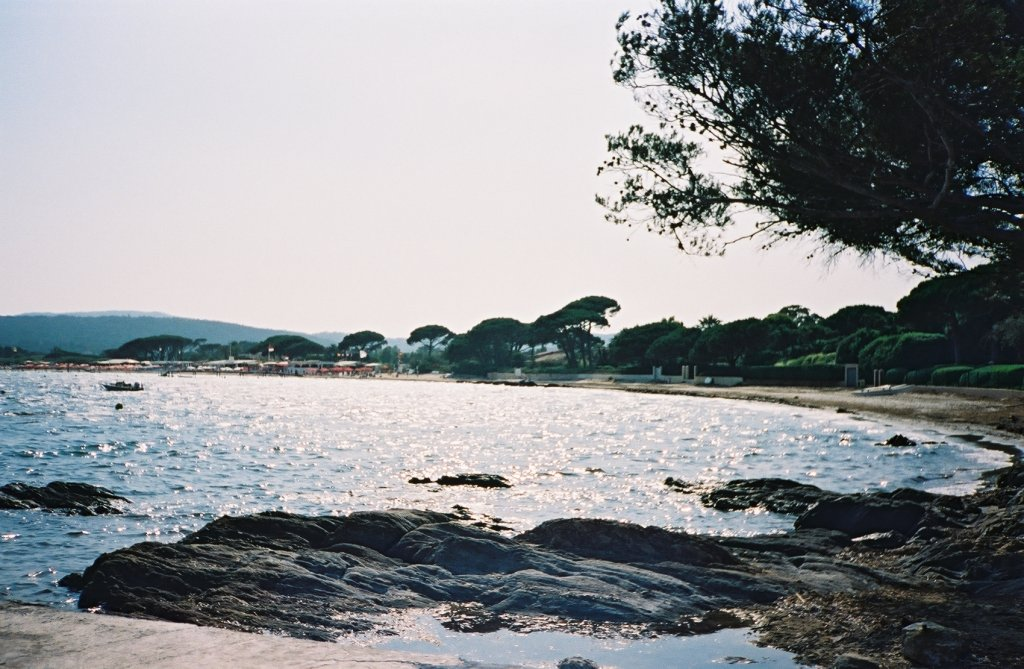

En 1947, l'ethnologue Bernard de Colmont découvre la plage lors du tournage d'un documentaire sur le transport d'oranges puis acquiert l'année suivante une cabane de pêche où il s'installe avec sa femme et ses enfants. L'endroit est alors sauvage et peu développé. La plage devient internationalement célèbre à partir des années 1950, en même temps que Saint-Tropez, avec le phénomène médiatique mondial de 1956 du film Et Dieu… créa la femme de Roger Vadim avec Brigitte Bardot. Le film est tourné au Club 55, la cabane de Bernard de Colmont, dont l'épouse a accepté de cuisiner pour l'équipe du film. La cabane n'était pourtant à l'origine pas un restaurant ; à noter qu'une autre paillote, le Tahiti, existait déjà. En 1962, on compte une dizaine de baraques sur la plage. Se multipliant jusqu'à la fin du siècle, elles deviennent de véritables complexes et des lieux branchés prisés par la jet-set à partir des années 1980, jusqu'à être rachetées par de très riches propriétaires à partir des années 2000, comme le Russe Dmitri Rybolovlev,.

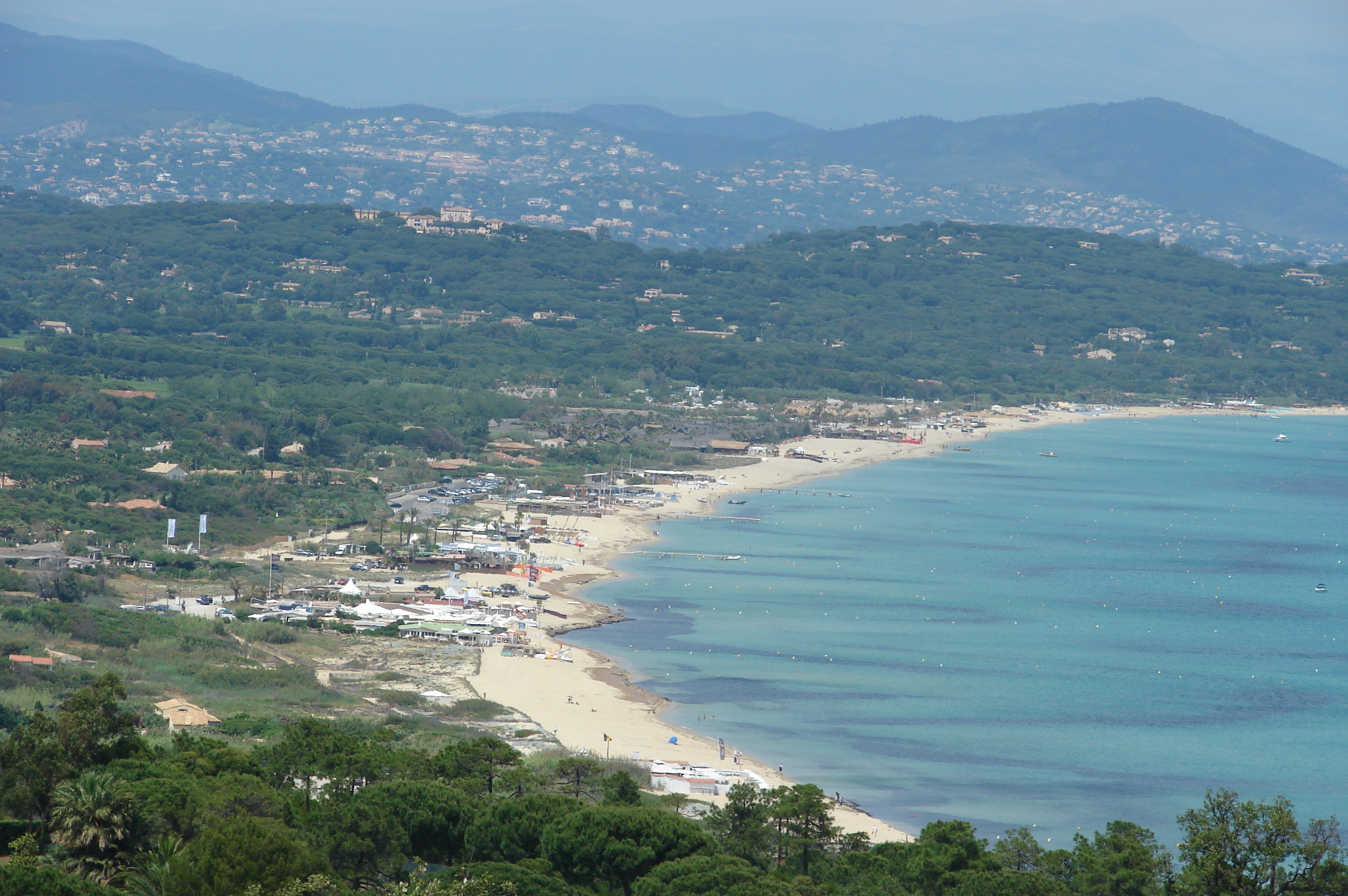
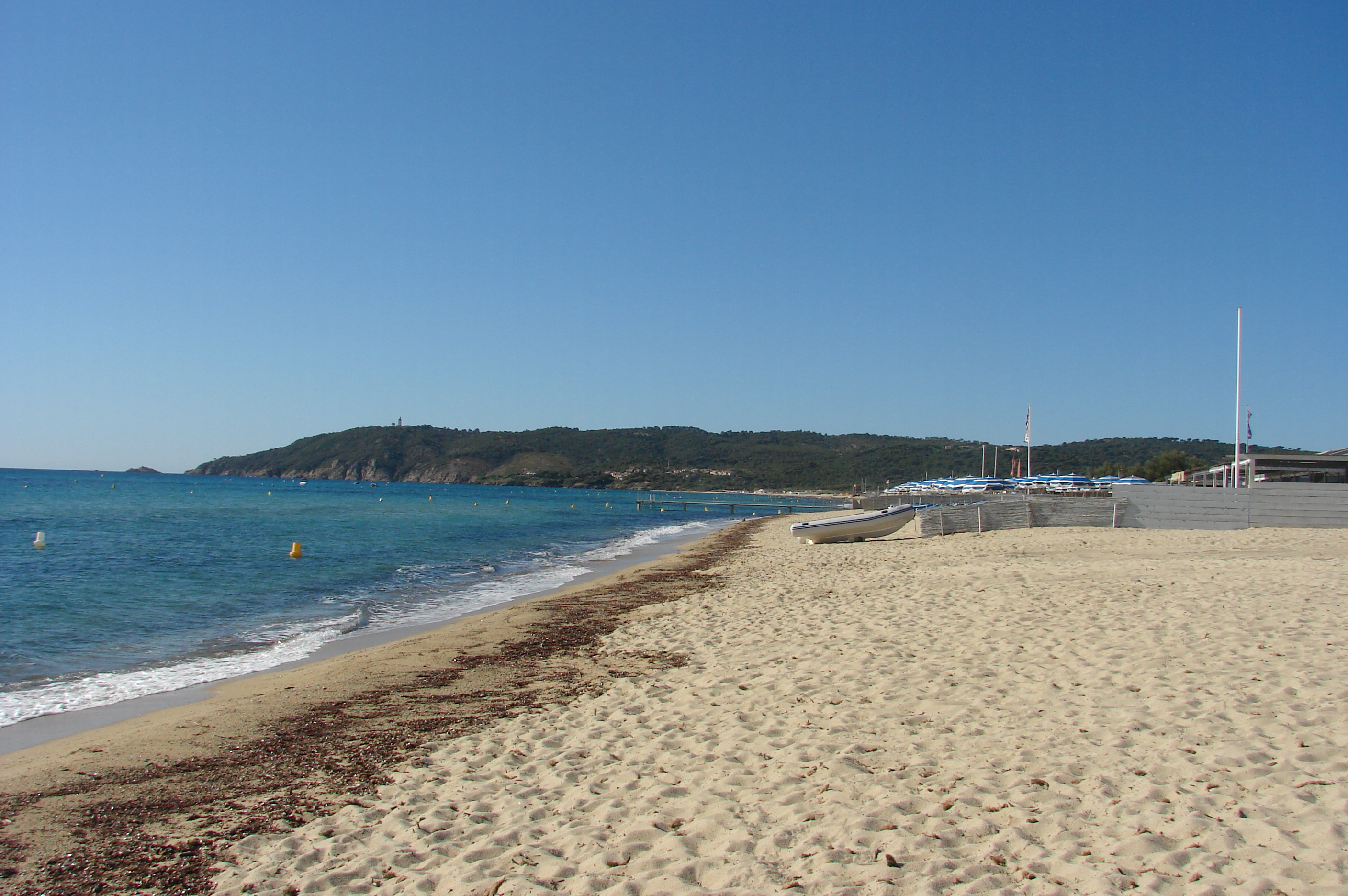
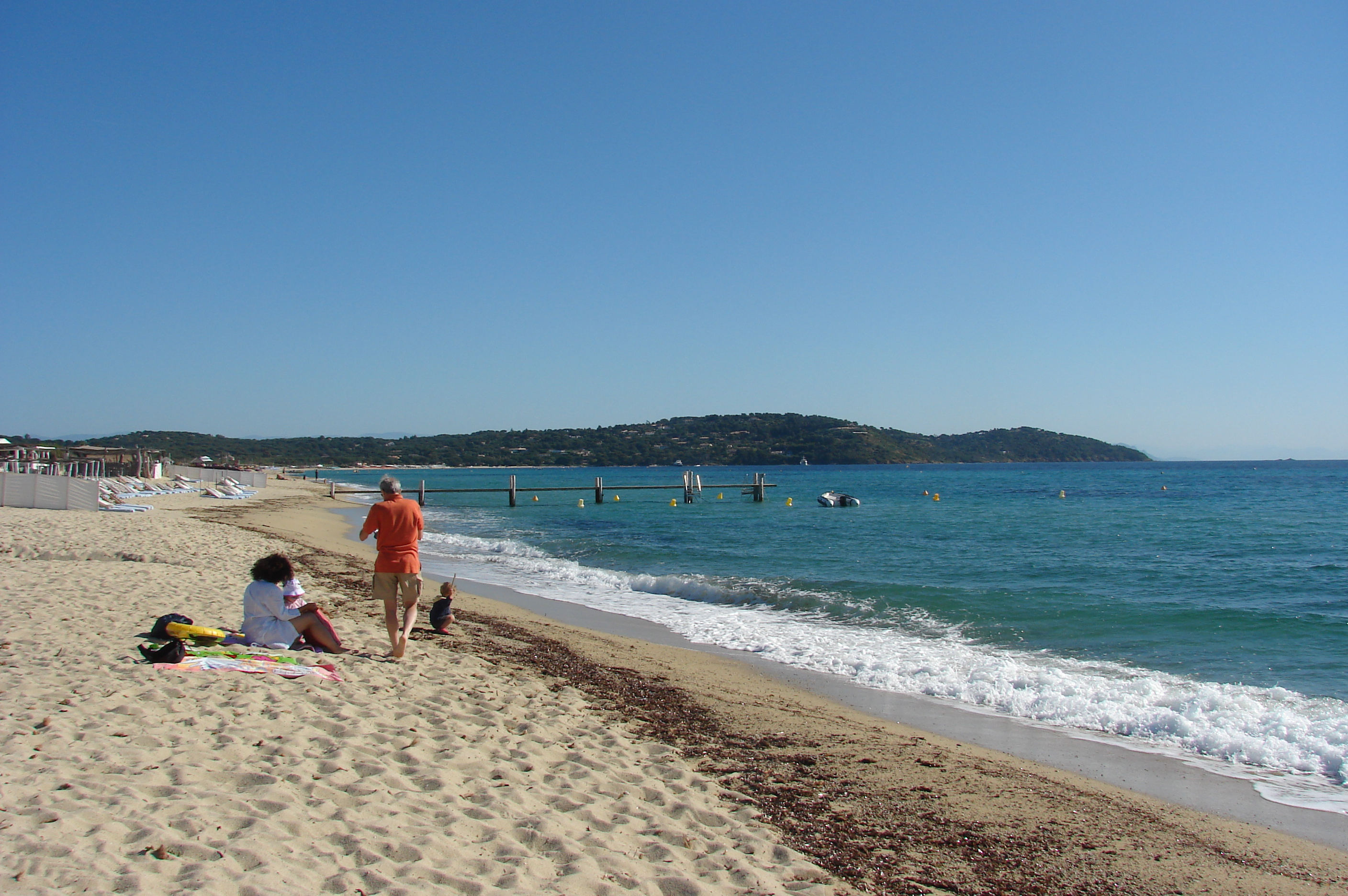
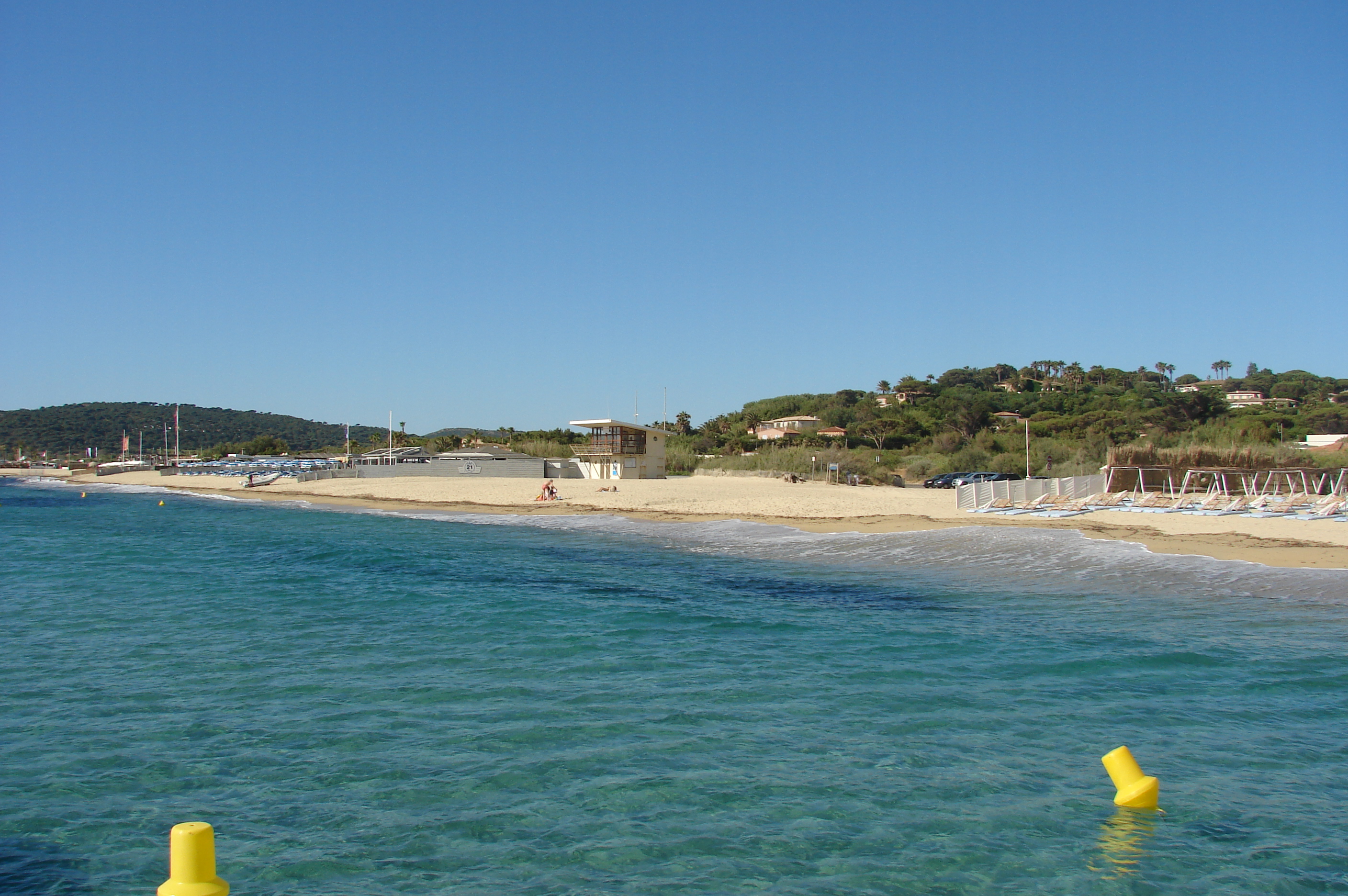

## Loi Littoral
Reconnue par un arrêt du Conseil d’État du 13 novembre 2002 comme un « espace naturel remarquable » au sens des articles L146-6 et R146-1 du code de l'urbanisme, issus de la loi n°86-2 du 3 janvier 1986 d'aménagement, de protection et de mise en valeur du littoral, dite « loi Littoral », cette plage a, paradoxalement, aussi été considérée, dans le cadre du Xe Plan, comme un élément clef du "Pôle mondial de tourisme" que constitue la presqu'île de Saint-Tropez, en raison des établissements de plage qui y accueillent une large gamme de clientèles, internationales, jusqu'aux personnalités les plus en vue du monde des arts, de l'industrie ou de la politique. À l'instigation de la municipalité de Ramatuelle, pour permettre la poursuite de l'économie balnéaire dont la plage est le siège, tout en l'intégrant à son environnement naturel rare et fragile, un amendement à la loi relative à la solidarité et au renouvellement urbains (SRU) du 13 décembre 2000, rédigé par le député varois Robert Gaïa, a introduit dans le code de l'urbanisme l'article L146-6-1. Cet article permet, dans le cadre d'un schéma d'aménagement approuvé par décret, d'organiser le maintien sur une plage très fréquentée d'une économie balnéaire préexistant à la Loi Littoral, dans certaines conditions strictement définies, favorables à la préservation de l'environnement naturel.

## La situation actuelle: la plage et ses établissements privés
La plage de Pampelonne faisant partie du domaine public maritime de l'État, Ramatuelle manifesta auprès des pouvoirs publics, au début des années 1970, son souhait d'organiser les activités balnéaires essentielles pour l'économie locale. Le 18 septembre 1974, l'État, par la voix du préfet, accorda à Ramatuelle une concession de la plage de Pampelonne pour une durée de 15 ans (durée prévue à cette époque par le cahier des charges type). Dans le cadre de cette première concession, la commune de Ramatuelle réalisa les parcs de stationnement, les accès perpendiculaires à la plage, un poste saisonnier de gendarmerie, la desserte en eau, électricité, téléphone de tous les établissements de plage.

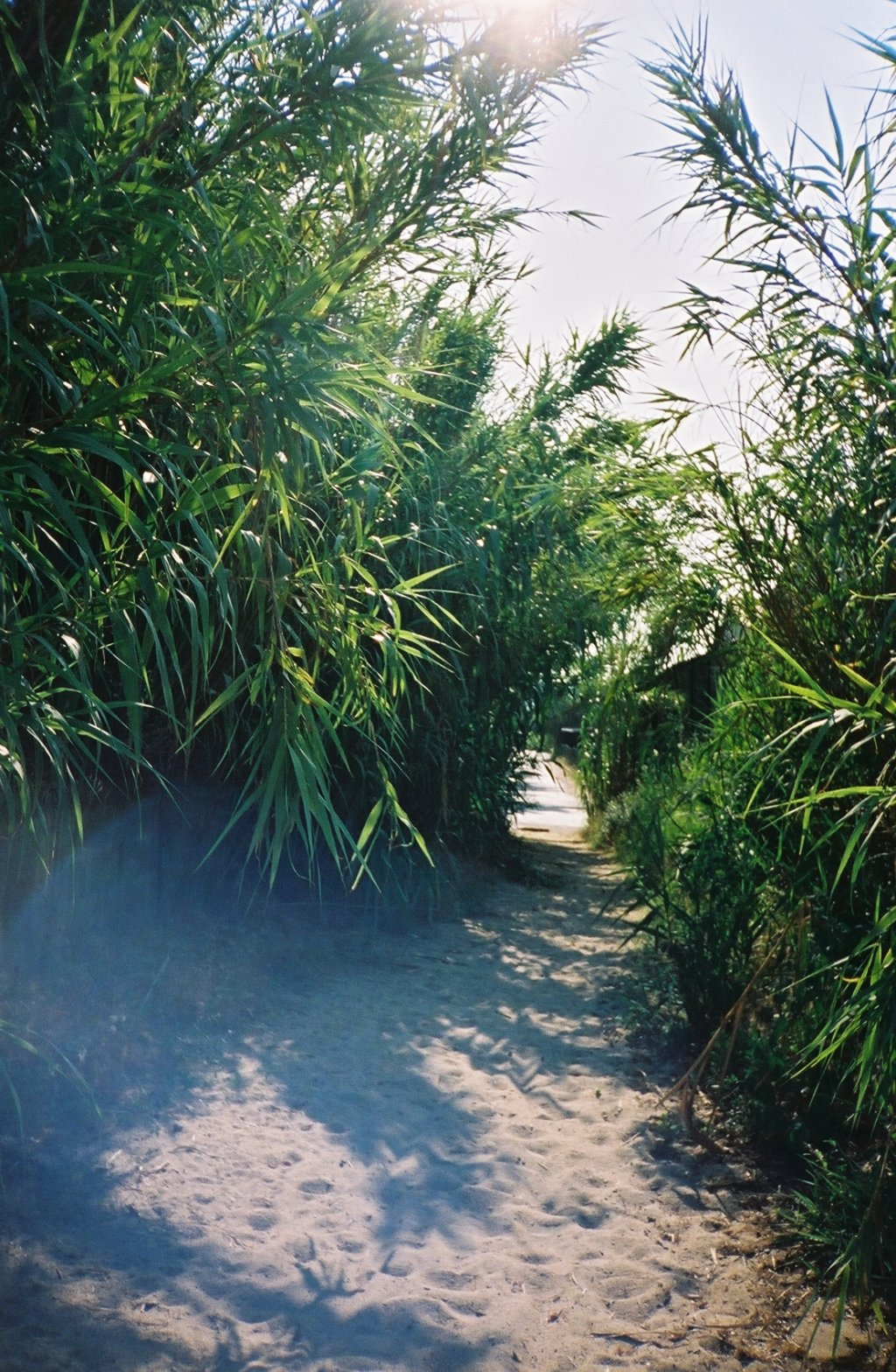
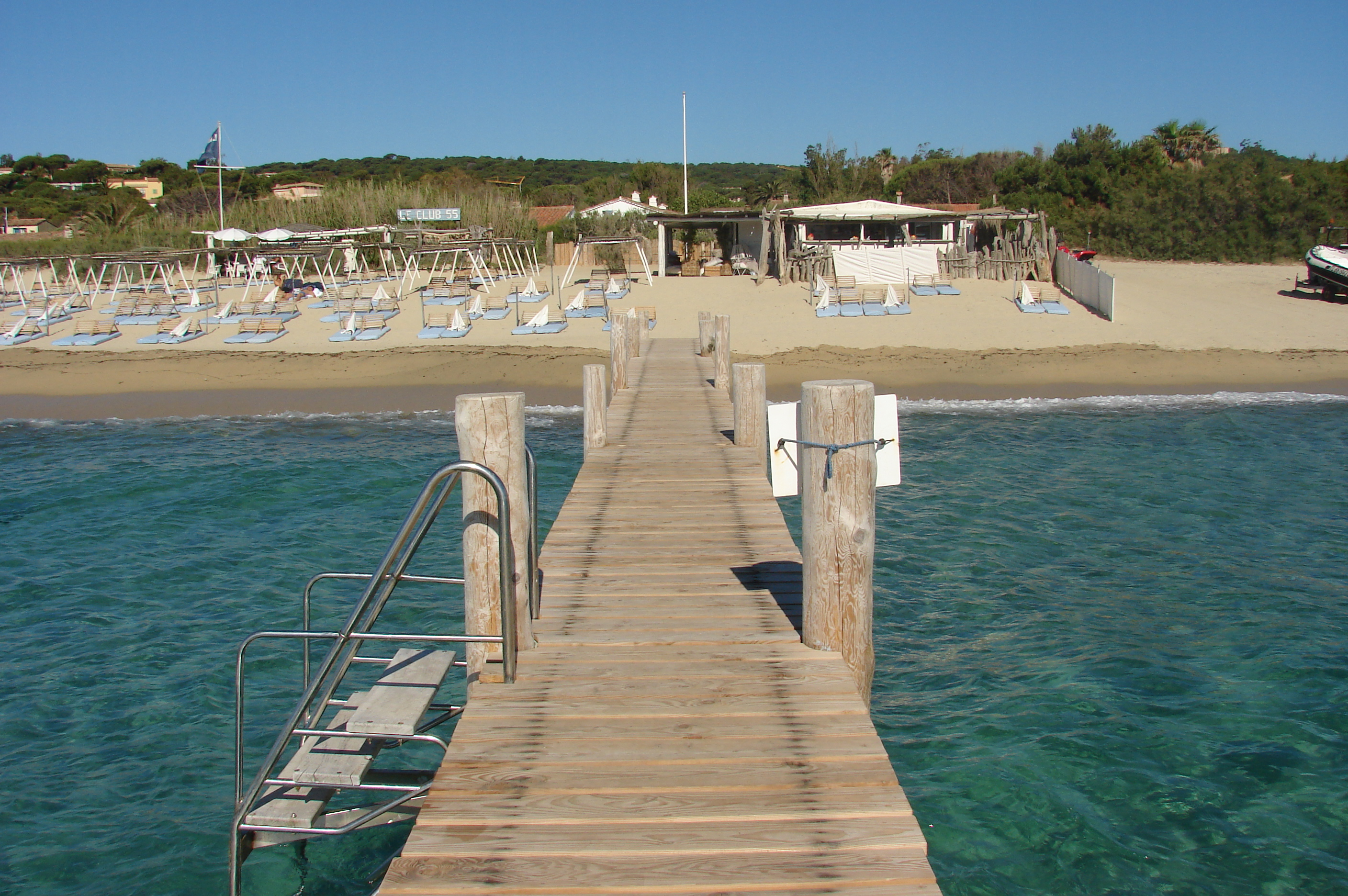
Le Club 55.
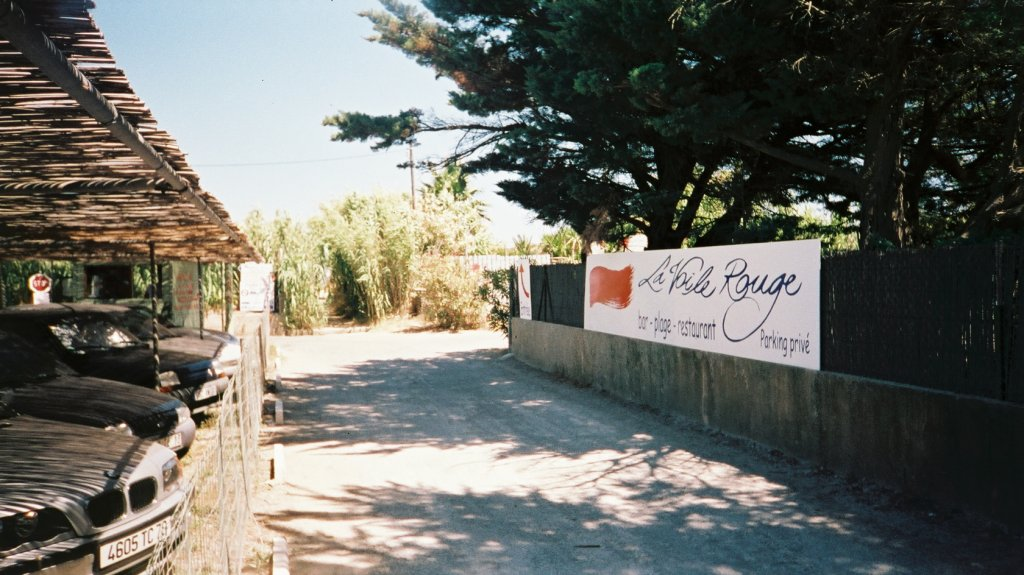
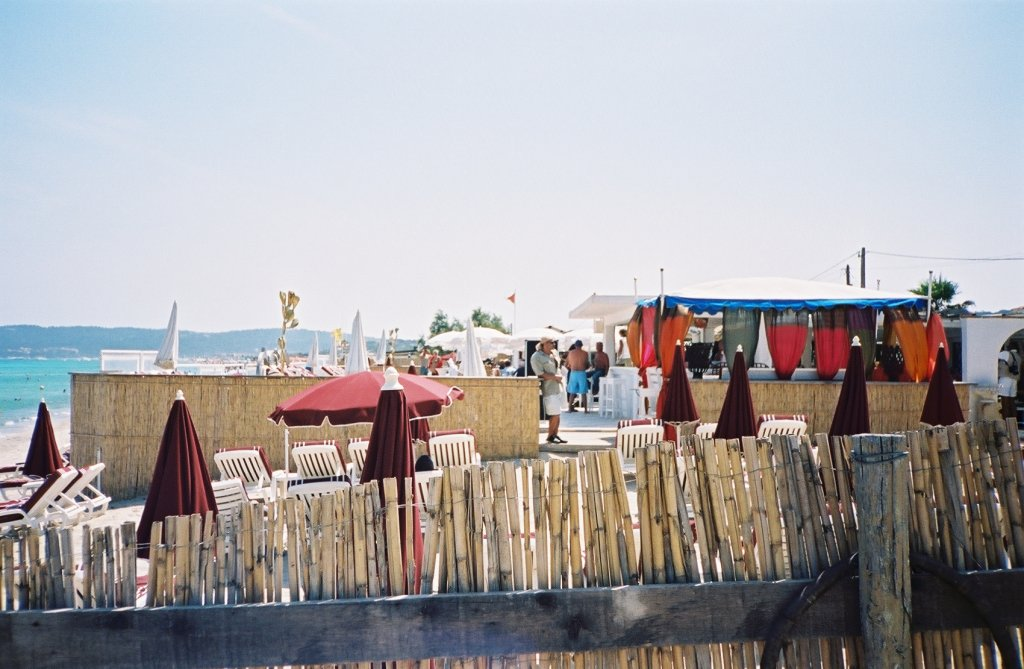
Ancien club La Voile Rouge.
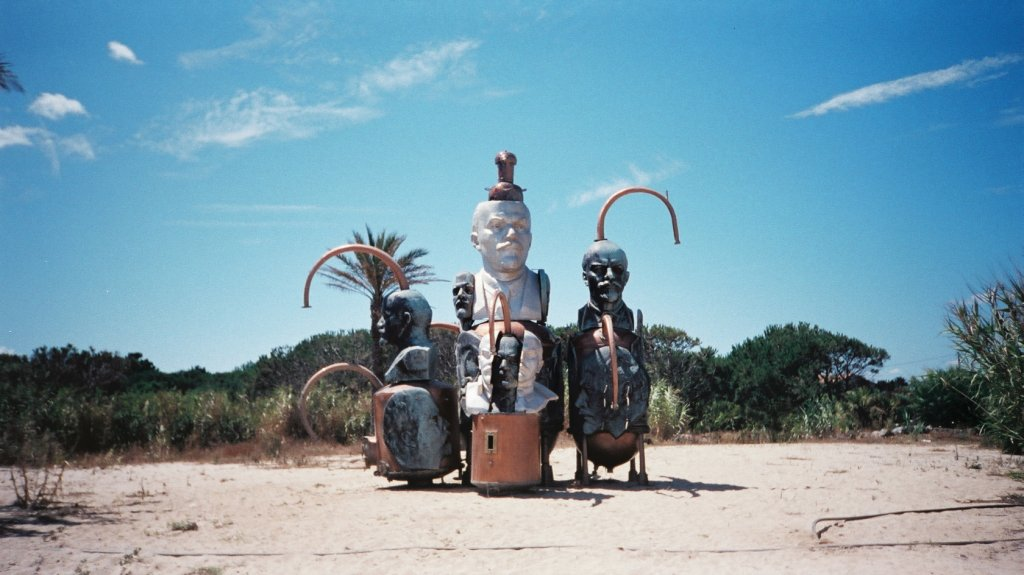
Distillerie idéologique Lénine.
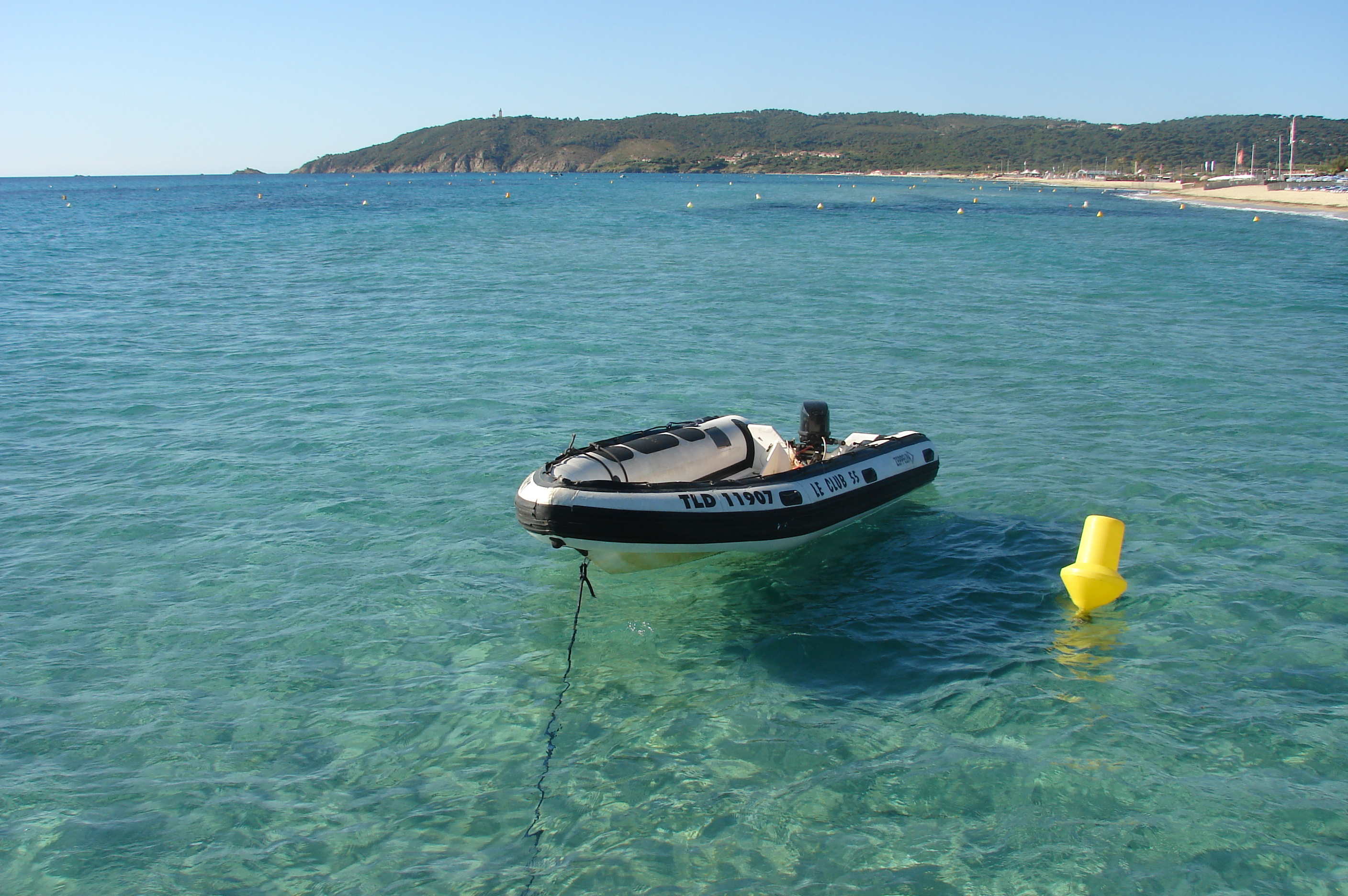
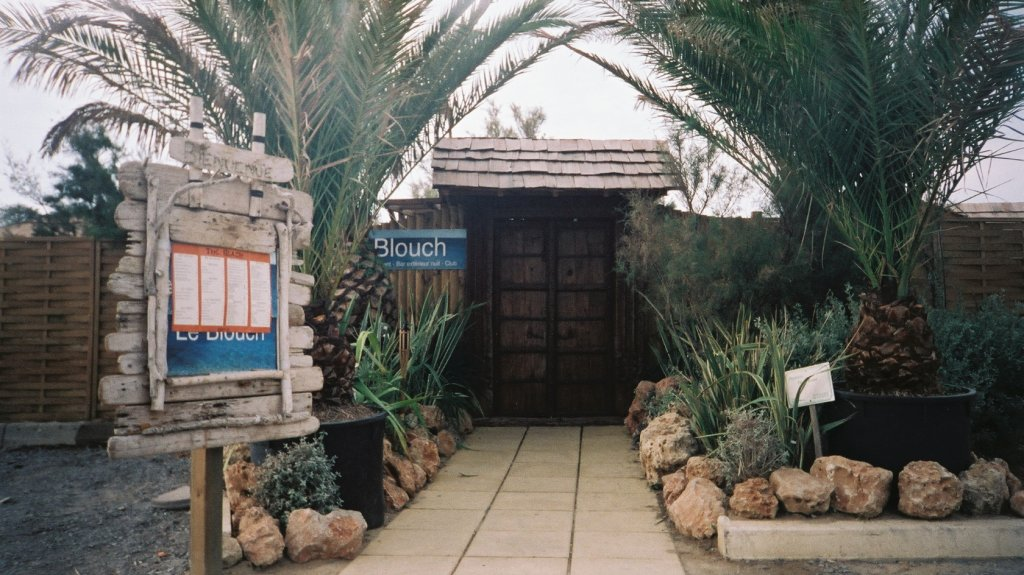
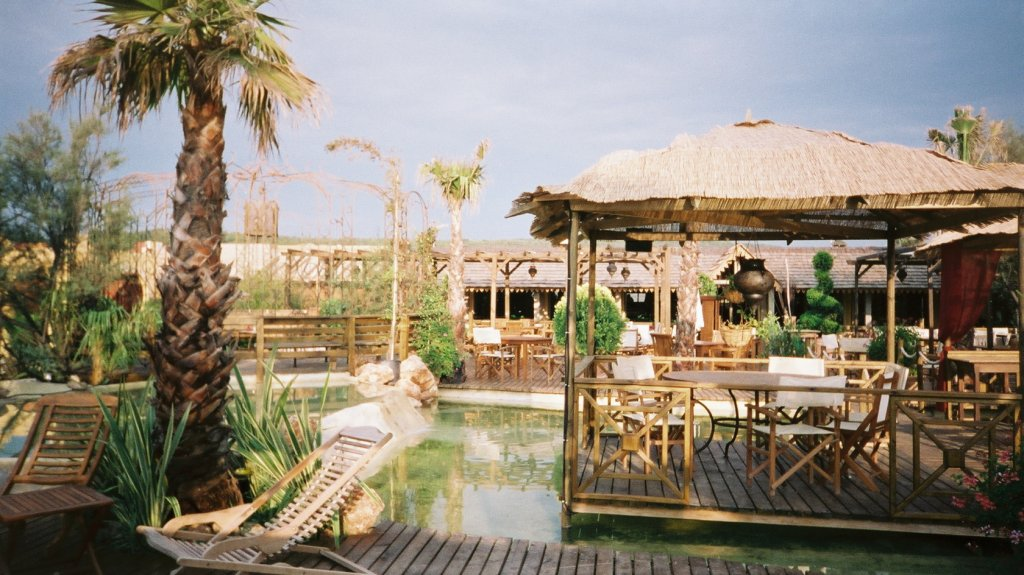
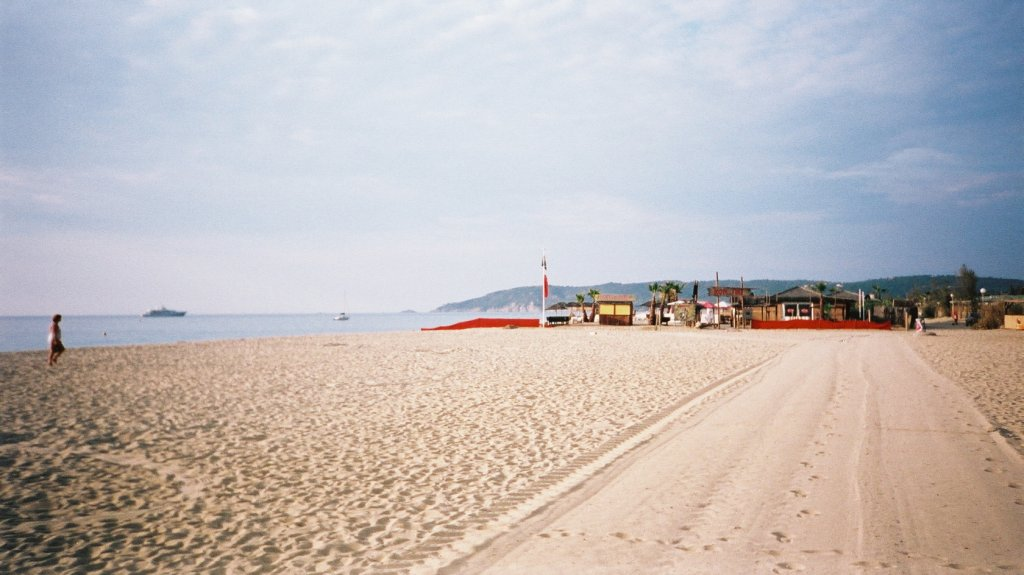

La concession avec l'État fut renouvelée le 18 août 1992 pour une même durée de 15 ans et prorogée chaque année depuis le 18 août 2007 (dans l'attente de l'approbation du schéma d'aménagement de la plage de Pampelonne), avec possibilité de sous-concession. C'est dans le cadre de cette concession principale que Ramatuelle accorde, après publicité et mise en concurrence préalable conformément aux dispositions de l'article L. 2124-4 du code général de la propriété des personnes publiques et L. 1411-1 du code général des collectivités territoriales, les sous-concessions (également appelées sous-traités d'exploitation, délégation ou subdélégation de service public) des plages à des établissements privés « pour y installer et exploiter des activités destinées à répondre aux besoins du service public balnéaire » (article R. 2124-13 du code général de la propriété des personnes publiques) c'est-à-dire l'aménagement, l'entretien et l'exploitation de la plage. Actuellement, la durée des sous-concessions ne peut excéder un an et elles sont donc renouvelées chaque année.
Les sous-concessions proposées par la commune de Ramatuelle sont de quatre types. Le type « I » (lots 2 à 26) correspond au service de bains de mer, buvette et restauration. Les établissements qui exploitent ces lots garantissent aux usagers qui viennent prendre un bain de mer ou de soleil, ou profiter des jeux de plage et de l’air marin, l’assurance de trouver une plage entretenue, des équipements sanitaires et des possibilités de se restaurer, de se reposer et, en cas de besoin, d’être secourus. Le type « I p » (lots 1 et 27) correspond au service de bains de mer, buvette et restauration avec une convention indissolublement liée d’occupation temporaire du domaine public communal. Le type « a » (lots a1 et a2) correspond au service des activités nautiques motorisées. Les établissements qui exploitent ces lots garantissent aux usagers la possibilité de pratiquer des sports nautiques motorisés sur un plan d’eau balisé, en louant des matériels performants, avec les conseils de professionnels qualifiés, assurés et disposant de moyens de secours adaptés. Enfin, le type « e » (lots e1 à e5) correspond au service des activités nautiques non motorisées. Les établissements qui exploitent ces lots fournissent dans leur spécialité le même service aux usagers que les établissements de type « a ». La durée des sous-concessions de types « a » et « e » est limitée à la durée de la saison balnéaire.
La plage de Pampelonne peut être divisée en sept secteurs correspondant, à l'exception du secteur « Campings », au nom des voies pour y accéder : Tahiti (route de Tahiti), Moulins (chemin des Moulins), Tamaris (route des Tamaris), Campings, Patch (boulevard Patch), Épi (route de l'Épi) et Bonne Terrasse (route de Bonne Terrasse). Sur ces secteurs, la commune de Ramatuelle a consenti, à ce jour, 27 sous-concessions (la sous-concession du lot no 6 ayant été résiliée) détaillées dans le tableau qui suit :
| Secteur        | Lot   | Nom actuel         | Ancien nom (année de changement)                                                                | Sous-concessionnaire actuel (année de prise d'exploitation)     | Sous-concessionnaires antérieurs (année de prise d'exploitation)                                               | Créateur                          | Date de création      | Clientèle (selon le sous-concessionnaire)                                              | Surface (m2) | Bâti (m2) | Bâti/surface | Linéaire | Couleur                       |
| -------------- | ----- | ------------------ | ----------------------------------------------------------------------------------------------- | --------------------------------------------------------------- | --- | --------------------------------- | --------------------- | -------------------------------------------------------------------------------------- | ------------ | --------- | ------------ | -------- | ----------------------------- |
| Tahiti         | 1     | Tropezina          | N.a.                                                                                            | Patrick Germain et Alain Badel (1977)                           | Boby Brunet | Boby Brunet                       | 1967                  | Clientèle internationale                                                               | 800          | 380       | 47,50 %      | 40       | Blanche                       |
| Tahiti         | 2     | Tabou Beach Club   | Tabou (2007) Millesim (2002) Tabou (1964) Chez Jean                                             | Josselin Chouvet (2007)                                         | Frédéric Blanc et Thierry Derbez (2002) Lull José Montalva (1987) Claude Jean (1964)                           | Jules Jean                        | 1950                  | Familiale, locale, régionale (hors-saison), internationale (haute-saison)              | 1140         | 310       | 27,19 %      | 50       | Marron blanche                |
| Tahiti         | 3     | Tahiti             |                                                                                                 | Félicia et Patrick Palmari (?)                                  | Felix Palmari (1952) M. Brice (?) Pierre Binello (1945?)                                                       | ?                                 | 1934                  | Ambiance chic, décontractée, détendue et conviviale                                    | 2940         | 400       | 13,61 %      | 100      | Blanche, jaune, marron        |
| Tahiti         | 3 bis | Le Bar du soleil   | Cristal Beach (?) Manureva (?) Le Bar du Soleil (1972) Les Pins Parasols(?) Chez Maurice (1950) | Jean Guestault (?)                                              | Tropez Aubour (1996) Florence Bertoldo (1995) Josep Geenen (1990) Patrick Palmari (1988?) Felix Palmari (1972) | Maurice Anghilenti                | 1950                  | Ambiance décontractée et familiale                                                     | 840          | 310       | 36,90 %      | 35       | Blanche, beige, marron        |
| Moulins        | 4     | Bora Bora          | Mangareva                                                                                       | René Guth (?)                                                   | |                                   | Fin 50                | Ambiance antillaise et exotique                                                        | 1080         | 280       | 25,93 %      | 40       | Rose, blanche                 |
| Moulins        | 5     | Moorea             | N.a.                                                                                            | Christophe Coutal (?)                                           | Daniel et Christophe Coutal (1987) Robert Ramau, Pierrot Lions? et Félix Giraud (?)                            | Robert Ramau                      | 1952                  | Clientèle de 30 à 70 ans                                                               | 1100         | 150       | 13,64 %      | 80       | Marron, beige, blanche        |
| Tamaris        | 6     | La Voile Rouge     | La Bouée                                                                                        | Ange (2005) et Antoine (2011) Tomaselli                         | Paul Tomaselli                                                                                                 | Paul Tomaselli                    | 1963                  | Lot de plage supprimé                                                                  | ?            | 180       | ?            | ?        | Blanche                       |
| Tamaris        | 7     | Le Lagon           | Le Lagon (2007?) Le Lagon Bleu                                                                  | Douglas Balech et Hervé Lefevre (2007)                          | Maxime Chazal (2002) Noëlle et Pierre Chazal (1981)                                                            | Donald Vuillaume                  | avant 1980            | Ambiance conviviale et familiale, 30-60 ans, forte proportion d'étrangers              | 1400         | 240       | 17,14 %      | 40       | Blanche, marron               |
| Tamaris        | 8     | Pago Pago          | N.a.                                                                                            | Pierre et Françoise Gruet                                       | Pierre et Françoise Gruet (?)                                                                                  | Maurice et Julienne Gruet         | 1969                  | Plage romantique, simplicité, calme,                                                   | 1720         | 200       | 11,63 %      | 40       | Marron, jaune, blanche        |
| Campings       | 9     | Manoah             | Le Liberty                                                                                      | Dani ou Sandor Schneider ? (2011)                               | Pascal et Jean-Jacques Issartel (1996) Bertrand Luftman (1993)                                                 | Boris Birzon                      | 1959 (1960?)          | Décoration naturelle                                                                   | 1720         | 200       | 11,63 %      | 40       | Bleue, blanche, marron        |
| Campings       | 10    | Le Neptune         | L'Arbre bleu                                                                                    | Jean-Pierre Ronchin (?)                                         | |                                   | fin des années 1960   | Plage avec confort                                                                     | 2280         | 230       | 10,09 %      | 60       | Verte, blanche, marron        |
| Campings       | 11    | Tiki Beach         |                                                                                                 |                                                                 | |                                   | fin des années 1970   | Ambiance décontractée et familiale                                                     | 2240         | 250       | 11,16 %      | 35       | Marron, jaune                 |
| Campings       | 12    | Kon Tiki           |                                                                                                 | Bertrand Luftmann (?)                                           | |                                   | fin des années 1970   | Ambiance décontractée et familiale                                                     | 2240         | 320       | 14,29 %      | 35       | Marron, naturelle             |
| Patch          | 13    | Club 55            |                                                                                                 | Patrice de Colmont (1992)                                       | Patrice et Jean de Colmont (?)                                                                                 | Bernard de Saint-Julle de Colmont | 1954                  | Clientèle chefs d'État, stars du showbiz, familles anonyme, leaders dans leur activité | 2640         | 240       | 9,09 %       | 60       | Blanche, bleue                |
| Patch          | 14    | Cap 21 Les Murènes | Cap 21 Les Murènes (?) Les Murènes (1965) Pipydo (1955)                                         | Philippe Dooghe et Bertrand Falquevert (1999)                   | Pierre Ménager (1998) Jacques Bideau (?) Marius Spano (1977) Edouard Devivi (60s?) Yves Le Bel (?)             | Robert Le Bel                     | 1951                  | Clientèle internationale et fidèle                                                     | 2880         | 200       | 6,94 %       | 50       | Blanche, bleue                |
| Patch          | 15    | Key West           | Key West (1996) New Age Beach (?) Bahia (?) La Sarriette (?)                                    | Gilles Magnan (?)                                               | |                                   | 1960                  | Ambiance chaleureuse et familiale                                                      | 2000         | 300       | 15,00 %      | 40       | Grise, blanche                |
| Patch          | 16    | Maison Ocoa        | Maison Ocoa (?) Ocoa (1992?) Les Boucaniers (?) Polichinella (70s)                              | Stéphane Cantatore (2002)                                       | Alain Chandermann et Daniel Rebray (1992) Didier Laurenti (?)                                                  | Gérard Christen                   | années 1970           | Ambiance, chic, décontractée et familiale avec pointe de fête                          | 2080         | 270       | 12,98 %      | 40       | Blanche, bleue                |
| Patch          | 17    | L'Orangerie        | L'Orangerie (70s) Les Pouilleux (?)                                                             | Julie et Fabien Magnificat (?)                                  | Jean-Pierre Magnificat (70s)                                                                                   | Michel Bizet                      | 1965                  | Plage familiale, clientèle de tous âges et internationale                              | 2160         | 165       | 7,64 %       | 40       | Blanche, beige                |
| Patch          | 18    | Nioulargo          |                                                                                                 | Kaled Khoudair (2002)                                           | Kaled Khoudair et Jean-Marie Amoros (1984) Delbecq (?)                                                         | Jacques Rochon                    | années 1970           | Plage élégante, bien intégrée au cadre                                                 | 2600         | 800       | 30,77 %      | 50       | Blanche, marron, verte        |
| Epi            | 19    | Les Jumeaux        | Les Jumeaux (1987) Tam Tam                                                                      | Jean-Claude Moreu (1996)                                        | Jean-Claude et Jean-François Moreu (1987) Valère Benedetto (1977)                                              | Mme Sanzaric                      | 60s                   | Familiale, élégance et discrétion                                                      | 2400         | 340       | 14,17 %      | 40       | Bleu clair, blanche           |
| Epi            | 20    | Polynésie          | Sénéquier (?)                                                                                   | Caroline et Virginie Ferry (?)                                  | Jacques Ferry (?) Jacques Ferry et Alain Bondivelle (?)                                                        | Jacques Ferry (de Jean Sénéquier) | début des années 1970 | Esprit vacances                                                                        | 2760         | 490       | 17,75 %      | 40       | Orange, marron, blanche       |
| Epi            | 21    | Bagatelle Beach    | Bagatelle Beach (2013) New Coco (2010) Coco Beach (1987) Papou Plage (1977)                     | Jean(-Eugène) et Marie Girard (2010) et Aymeric Clemente (2013) | Antoine et Jean-Marc Salsedo, Jean-Yves Rivalland et Pierre Laot (1987) Colombani (?)                          | Michèle Mermoz                    | 1977                  | Caractère familial, ambiance calme et sereine                                          | 2280         | 400       | 17,54 %      | 40       | Blanche, jaune                |
| Epi            | 22    | Les Palmiers       |                                                                                                 | Michel et Vitto Dibenedetto (?)                                 | Alain Brusust (?)                                                                                              |                                   | avant 1980            | Clientèle internationale et sélecte, ambiance raffinée                                 | 2750         | 360       | 13,09 %      | 50       | Blanche, beige                |
| Epi            | 23    | L'Aqua Club        |                                                                                                 | Paul van de Casteele                                            | | Paul van de Casteele              | 1962                  | Clientèle d'habitué, caractère très familial                                           | 3360         | 580       | 17,26 %      | 60       | Bleue, verte, blanche, tuile  |
| Bonne Terrasse | 24    | Cabane bambou      |                                                                                                 | Jacques Naveau (2009)                                           | Claude Bourdon (1982) Simone Lovero (1977) Mme Klein (1976)                                                    | Richard Larribe                   | 1967                  | Plage familiale                                                                        | 2250         | 250       | 11,11 %      | 50       | Blanche, bleue, marron, verte |
| Bonne Terrasse | 25    | L'Esquinade        | Bar Fly (1998) * Le Club du Planteur (?)* El Pueblo (?)* Taaroa (?)*                            | Edna Urbini (Falao) (?)                                         | |                                   | 1972                  | Familiale, clientèle locale et fidèle                                                  | 1400         | 330       | 23,57 %      | 40       | Orange, bleue, marron         |
| Bonne Terrasse | 26    | Tropicana          | Tropicana (1981) La Plage de Jade (1971) Héracléa (?)                                           | Albert Dufrêne (?)                                              | Martine Ugo (1999) Jacques et Luce Pignatel, Martine et Jean-Pierre Ugo (1981) Fernand Bain (1970)             | ?                                 | 1970?                 | Familiale, simplicité, authenticité                                                    | 1440         | 370       | 25,69 %      | 40       | Orange, blanche               |
| Bonne Terrasse | 27    | Les Bronzés        | Les Bronzés (1978) Cannibal's House (1973) Hippocampes (1966)                                   | Régis Rey et Laurent Prosperini (2008)                          | Michel et Patricia Perez (1986) Famille Olivier (?) Claude Yaeche (?)                                          | Famille Barbier                   | 1966                  | Familiale                                                                              | 1480         | 150       | 10,14 %      | 40       | Blanche, bois                 |

(* ) Sous-concession résiliée ou disparue sans rapport avec l'actuelle sous-concession

## L'avenir: le schéma d'aménagement de la plage de Pampelonne
La plage de Pampelonne va subir de profonds aménagements qui auront notamment pour conséquence la diminution des lots de sous-concessions et la disparition des bâtiments sur la plage, ceux-ci étant installés derrière le cordon dunaire. Le schéma d'aménagement de la plage de Pampelonne a subi de nombreuses vicissitudes, à tel point qu'il n'est toujours pas définitivement adopté et que dans l'attente de son adoption définitive, la durée des sous-concessions visées ci-dessus ne dépasse pas une année alors que la loi prévoit une durée maximale de 12 ans, n'incitant pas les sous-concessionnaires à investir.
La commune de Ramatuelle initia un premier programme de réhabilitation d’ensemble de la plage, élaboré entre 1988 et 1995. L'origine de l'élaboration actuelle du schéma d'aménagement de la plage de Pampelonne est issue de la contestation de ce plan de réhabilitation d'ensemble. Une procédure devant le juge administratif annula en effet l’arrêté du 5 mai 1995 du préfet du Var autorisant l’avenant no 5 à la concession de la plage de Pampelonne ainsi que quatre arrêtés municipaux du 15 mai 1995 accordant à la commune de Ramatuelle des permis de construire pour la réhabilitation de la plage de Pampelonne. Le Conseil d’État confirma les annulations en confirmant les appréciations des juges administratifs à savoir que la plage de Pampelonne est située dans la presqu'île de Saint-Tropez laquelle est un site inscrit au titre de la loi du 2 mai 1930 relative à la protection des monuments naturels et des sites de caractère artistique, historique, scientifique, légendaire ou pittoresque, que cette plage constituait une partie naturelle de ce site (l’existence d’un lotissement situé à l’arrière de la plage et de quelques bâtiments sur la plage elle-même ne pouvant suffire à ôter à cette dernière son caractère naturel) et, en conséquence, que la plage de Pampelonne et son cordon dunaire constituaient l’un des espaces remarquables dont le législateur a entendu assurer la préservation. Or, aux termes de l'article L. 146-6 du code de l'urbanisme, dans sa rédaction en vigueur à cette époque, « Les documents et décisions relatifs à la vocation des zones ou à l'occupation et à l'utilisation des sols préservent les espaces terrestres et marins, sites et paysages remarquables ou caractéristiques du patrimoine naturel et culturel du littoral, et les milieux nécessaires au maintien des équilibres biologiques ».
Entretemps, à la demande de la commune de Ramatuelle, un article L. 146-6-1 du code de l'urbanisme fut adopté en 2000, aux termes duquel, dans sa rédaction originale, « afin de réduire les conséquences sur une plage et les espaces naturels qui lui sont proches de nuisances ou de dégradations sur ces espaces, liées à la présence d'équipements ou de constructions réalisés avant l'entrée en vigueur de la loi no 86-2 du 3 janvier 1986 précitée, une commune ou, le cas échéant, un établissement public de coopération intercommunale compétent peut établir un schéma d'aménagement ». Le décret d'application de l'article L. 146-6-1 du code de l'urbanisme ne fut adopté que six ans plus tard, en décembre 2006.
C'est dans ces conditions que la commune de Ramatuelle engagea l'élaboration du schéma d'aménagement de la plage de Pampelonne lors du conseil municipal du 30 juin 2008. Avant lui, le schéma de cohérence territoriale des cantons de Grimaud et de Saint-Tropez, approuvé le 12 juillet 2006, avait prescrit la mise en œuvre des dispositions du schéma prévu à l’article L. 146-6-1 du code de l’urbanisme pour concilier protection de l’environnement et maintien de l’économie balnéaire sur le site de Pampelonne. Les objectifs du schéma, selon la commune de Ramatuelle, sont de « veiller à ce que la plage de Pampelonne demeure un lieu de nature, de calme et de détente ; à l’abri de tout boulevard du front de mer ; à l’abri des nuisances sonores de toutes catégories ; au système dunaire reconstitué et préservé ; environnée d’une arrière plage à caractère rural. Le schéma devra aussi veiller à ce que la plage demeure un lieu de tourisme balnéaire de très haute qualité, en garantissant une intégration optimale des établissements de plage dans leur environnement ; en réorganisant la fréquentation humaine du site à travers la répartition harmonieuse des accès et parcs de stationnement à la disposition du public ; en complétant le cas échéant les services publics de plage au bénéfice de certaines populations – enfants, adolescents, pratiquants de la voile, de la plongée sous-marine par exemple ; en conservant une attractivité touristique à la plage au-delà de la saison estivale ». Une concertation s'en est alors suivie (mise à disposition du public d'un registre de concertation, réunions avec les parties intéressées, exposition publique, mise en ligne sur le site internet de la commune de dossiers).
Le projet de schéma fut adopté par la commune de Ramatuelle lors du conseil municipal du 8 juillet 2010. Selon la troisième délibération du conseil municipal précitée, le schéma vise à « conforter la réussite de la plage de Pampelonne dans la durée et d’induire autant que faire se peut des changements dans la continuité. Le cordon dunaire, si utile à la stabilité de la plage face à des tempêtes de plus en plus violentes et à l’élévation du niveau de la mer, sera reconstitué, grâce notamment à la mise en protection et à la reproduction des espèces végétales spécifiques qui fixent le sable naturellement. L’accès des véhicules terrestres à moteur sur la plage sera interdit, la desserte des établissements de plage, pour le besoin des livraisons, strictement encadrée. Les accès en revanche, seront sensiblement améliorés pour les personnes à mobilité réduite, les utilisateurs de vélo, et des pontons sont prévus pour l’accueil de futures navettes maritimes. L‘emprise des lots de plage aménagés sera réduite sur certains secteurs de la plage particulièrement sensibles du point de vue écologique ou vulnérables aux tempêtes, et le nombre de lots de plage sera ainsi ramené à 23 de type bain de mer, buvette, restauration, 2 pour les loisirs nautiques motorisés, 3 pour les loisirs nautiques non motorisés ; en revanche l’accueil des enfants sur la plage sera renforcé par la création d’un deuxième lot spécialisé et une localisation facilitant leur accès. Chaque fois que possible, les bâtiments d’exploitation du service public de plage seront éloignés du rivage et localisés sur le domaine public communal contigu au domaine public maritime. Des possibilités seront ouvertes pour permettre la reconstruction de certains bâtiments existants, très proches de la plage, utiles à l’accueil du public et ayant une incidence significative sur l’environnement de l’espace naturel remarquable ».
Le 12 juillet 2010 fut adoptée la loi portant engagement national pour l'environnement dite loi Grenelle II. L'article 16 de la loi modifia profondément l'article L. 121-10 du code de l'urbanisme qui impose désormais, dans sa section II, b), 3°, que les schémas d'aménagement prévus à l'article L. 146-6-1 du même code fassent l'objet d'une « évaluation environnementale » selon certaines conditions prévues par les textes européens et par cet article L. 121-10. Alors que la commune de Ramatuelle avait transmis le dossier au Gouvernement pour être approuvé par décret en Conseil d’État, après avoir préalablement modifié le projet de schéma d'aménagement lors du conseil municipal du 10 mars 2011 pour tenir compte de l'avis formulé par le commissaire enquêteur, le conseil municipal de Ramatuelle, après une réponse du secrétaire d'État chargé au logement, abrogea lors de son conseil municipal du 30 novembre 2011 l'adoption du schéma de 2010 ainsi que ses modifications ultérieures de 2011 et décida la mise en œuvre d'une évaluation environnementale. Une concertation s'est ensuivie entre décembre 2011 et septembre 2012.
Le nouveau projet de schéma d'aménagement de la plage de Pampelonne fut adopté au cours du conseil municipal du 6 septembre 2012. Il sera transmis pour avis à l’autorité environnementale désignée par l’État. En fonction de l’avis de cette autorité, le schéma pourra être complété ou amendé si nécessaire par la commune. La nouvelle enquête publique a eu lieu du 17 juin au 19 juillet 2013. La nouvelle concession entre l'État et la commune de Ramatuelle traduira le schéma définitif adopté en termes d’aménagement du domaine public maritime et d’organisation du service public de plage.

## Au cinéma
Parmi les films dont certains tournages extérieurs ont été réalisés sur cette plage, citons :
- 1956 : Et Dieu… créa la femme de Roger Vadim, avec Brigitte Bardot et Jean-Louis Trintignant[34],[35]
- 1964 : Le Gendarme de Saint-Tropez de Jean Girault, avec Louis de Funès[36],[37]...